# 漁陽郡

紀元前1世紀頃の東夷諸国と漁陽郡の位置

漁陽郡（ぎょよう-ぐん）は、中国にかつて存在した郡。現在の北京市、天津市、河北省の一部に相当する。

## 沿革

### 先秦
戦国時代には燕により設置されていたことが史料に残る。郡名は漁水（現在の白河）の北岸に位置したことによる。

### 秦代
紀元前222年、秦が燕を滅ぼすと、燕の故地に上谷郡・漁陽郡・右北平郡・遼西郡・遼東郡が設置された。郡治は漁陽県（現在の密雲区）。

### 漢代
前漢は秦制沿襲、幽州の下、秦の長城から渤海湾に至る地区を管轄する軍とされた。その後は北方への統治体制が弛緩したことによりその行政範囲は南部に限定され、新代には通路郡と改称されると同時に北方の行政権を喪失、後漢には再度漁陽郡と改称されたが現在の密雲県北部が北限とされた。
建武25年（49年）、烏桓族の大人（たいじん：部族長）郝旦（かくたん）等が後漢に朝貢すると、光武帝は彼らを幽州の各郡に居住させ、漁陽郡にも烏桓族が住むようになる。
当時の管轄権は下記の通り：
前漢：漁陽県、狐奴県、潞県、雍奴県、泉州県、平谷県、安楽県、傂奚県、獷平県、要陽県、白檀県、滑塩県
新：得漁県（旧漁陽）、挙符県（旧狐奴）、通路亭（旧潞県）、雍奴県、泉調県（旧泉州）、平谷県、安楽県、敦徳県（旧傂奚）、平獷県（旧獷平）、要術県（旧要陽）、匡徳県（旧滑塩）
後漢：漁陽県、狐奴県、潞県、雍奴県、泉州県、平谷県、安楽県、傂奚県、獷平県

### 魏晋南北朝時代
晋代になると漁陽郡は廃止となり、管轄県は燕国に移管されている。その後北魏の時代になると再び漁陽郡が設置された。
北魏代の管轄県は下記の通り：
雍奴県、潞県、無終県、漁陽県、土垠県、徐無県

### 隋唐時代
隋の開皇6年（586年）、玄州に移ったが、大業（605年 - 618年）の初めに戻り、無終の1県を領し、冀州に属した。 
唐の開元18年（730年）、漁陽郡は薊州と改称、天宝元年（742年）に漁陽郡と改称されたが、乾元元年（758年）に再び薊州と改称され漁陽郡の行政区画名は消滅した。

## 参考資料
- 『史記』（匈奴列伝）
- 『漢書』（地理志第八）
- 『後漢書』（郡国志第二十三）
- 『晋書』（地理志上）
- 『魏書』（志第五 地形二上）
- 『隋書』（志第二十五　地理中）
- 『旧唐書』（志第十九　地理二）
- 『新唐書』（志第二十九　地理三）